# Camponotus sylvaticus
Espèce
Camponotus sylvaticus est une espèce de fourmis.

## Description
Camponotus sylvaticus est une grande fourmi (5-12 mm) qui vit sur le pourtour méditerranéen. Les individus ont une tête et un abdomen de couleur noir-rougeâtre et un thorax rouille. Cette espèce sort surtout la nuit.

## Biologie
Les chenilles de plusieurs papillons, dont l'Azuré porte-queue et l'Azuré de la badasse, sont soignées par plusieurs espèces de fourmis, dont Camponotus sylvaticus